# Oshare Kei
Oshare kei (お洒落 系 (яп. Осяре Кей - солодкуватий, фешенебельний, елегантний)) - піджанр visual kei, на відміну від більшості виконавців візуальної сцени, що відображає яскраві і позитивні аспекти в житті і музиці.

## Історія та розвиток

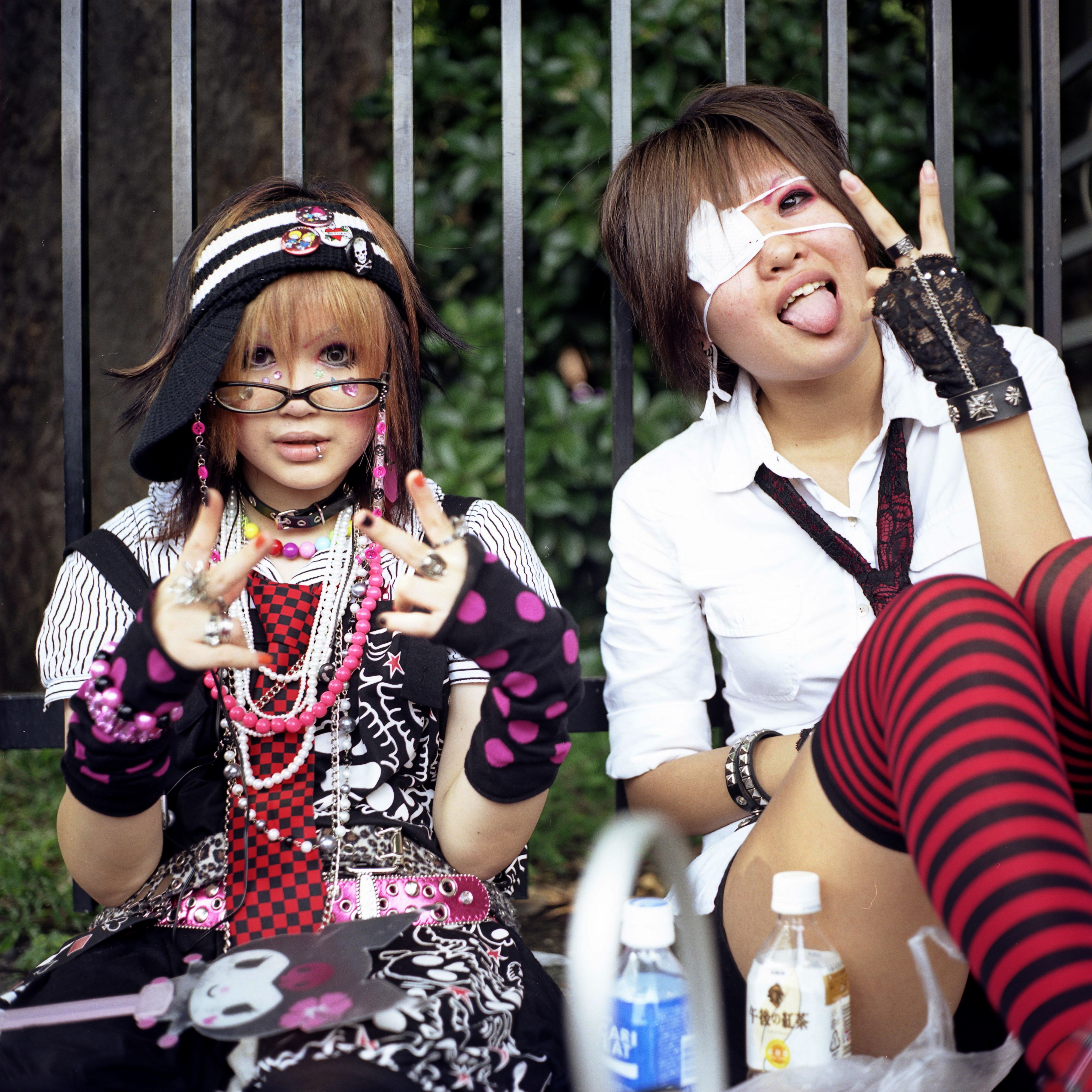
Японські дівчата, одягнені у стилі decora, типовому для більшості осяре виконавців

### Яскраві кольори і поп-рок
Ймовірно, першою групою, відносить себе до осяре, були baroque, засновані в 2001-му році . Але особливий поштовх цьому жанру дала культова група An Cafe. Піонерами стилю було також Kra, Charlotte, які остаточно сформували образ жанру.
Осяре Кей став мейнстрімовим жанром відносно недавно, але групи цього жанру вже заробили величезну популярність в Японії, де збирають до 14 000 шанувальників на концертах. Також наприкінці 2000-х осяре групи стали популярні за кордоном, у тому числі і в Росії, де в 2009 році група An Cafe була першою віжуал кей групою, що дала концерт . З часом подібні ґурти відвідали і Україну.
Піонери напрямку в більшості випадків відчували вплив поп-музики - An Cafe грали поп-рок[недоступне посилання], а Kra змішувала пауер-поп з кантрі і джазовими елементами . У зовнішньому вигляді вони дотримувалися більш повсякденного і звичайного стилю в одязі, але при цьому він був набагато яскравіше в колірному плані. An Cafe першими почали культивувати яскравий і дитячий образ , а осяре ґрупа Charlotte носили «безневинну» шкільну форму.

### Ускладнення і хард-рок
Поступово в середині 2000-х починається тенденція до обваження осяре Кей, вона приходить з такими групами як Ayabie, LM.C, SuG і Lolita23q. Lolita23q вносили елементи осяре Кей в альтернативний метал, а Sug експериментували з хардкором і металом. З'явилася традиція створювати важкі і ритмічні композиції паралельно легким і позитивним, особливо це помітно у груп Irokui і Aicle.
Наприкінці 2000-х осяре-групи починають збільшувати складність композицій і сміливіше експериментувати у своїй творчості з жанрами. Осяре групи Zorro і Aicle сформувалися в 2007-му році і в 2006-му відповідно, ставлять наголос на складність гітарних партій, а групи SuG і xTRIPx роблять своє звучання більш сучасним, змішуючи рок-звучання з RnB, драм ен бейсом та іншої електронної музикою[ http://www.allmusic.com/cg/amg.dll [Архівовано 20 серпня 2011 у WebCite]]. Ті, що з'явилися в 2009-му році група Vivid взагалі в своїй творчості відштовхується від відомих рок-гітаристів.

## Музика, зовнішній вигляд і лірика
Коріння Осяре Кей знаходяться в віжуал Кеї, і являє собою мікс з хард-рок а і панка властиві для віжуал груп. У більшості випадків групи відіграють позитивну і яскраву рок-музику, додаючи в неї також елементи танцювальної музики, техно, і джазові впливу.
На відміну від стандартного visual kei, зовнішній вигляд осяре базується на позитивних моментах життя і оптимізмі. Найбільш часто використовувані кольори - білий, рожевий, жовтий і блакитний. Все це разом з помітним і яскравим макіяжем сильно контрастує з образом таких напрямків віжуал-Кея як Cote Kei і Nagoya Kei. Основною базою для створення костюмів, використовується стиль Fruits й інша японська вулична мода.
Часто учасники в групі розподілені за ролями - один учасник активно поводиться на сцені і носить дитячий і жіночний образ, інший, навпаки, створює похмурий образ. Прикладом може служити група An Cafe, де Бо і після його відходу, Міку, відігравали перший образ, а бас-гітарист Канон - другий.

### Лірика
Лірика також в основному позитивна. Тематика пісень може стосуватися любові і оптимізмe як у An Cafe і Serial=Namber, гротескe Aicle. або ж вечірок у SuG. Певне місце в ліриці займає індивідуальність і свобода, що прийшли в жанр з рок-музики.
 Цей світ пов'язаний з блакитним небом і всі живі
Навіть якщо ти далеко, навіть якщо ти віддалений, ти не один
Якщо ви не бачите завтра через невизначеність і, коли ви втрачаєте впевненість у собі
Саа всі будемо співати заклинання Kiteretsu  [Архівовано 22 жовтня 2013 у Wayback Machine.]. 
An Cafe - Nyappy in the world c альбому Shikisai Moment 2005 
 Подивіться навколо себе в цьому акваріумі 
Там немає глузування, але там також немає кисню 
Розділяти почуття не легко Подивіться на це: 
"Моя голова смішний форми."
Піймайте бульбашки... дихайте глибоко 
Рибки дратують вас, не можете бачити крізь туман 
Це мило, але: «Моя голова важка, ось чому, я тону» [Архівовано 15 травня 2011 у Wayback Machine.]. Aicle. - Hammerhead, з синглу Chikyuugi 2009. 

## Список найбільш відомих груп
- Aicle.
- An Cafe
- Ayabie
- Baroque
- Canzel
- Charlotte
- Irokui.
- Kra
- Lolita23q
- Megamasso
- SuG
- V (NEU)
- ViViD
- XTRiPx
- Zoro
- Malice Mizer